# (246238) Crampton
(246238) Crampton est un astéroïde de la ceinture principale.

## Description
(246238) Crampton est un astéroïde de la ceinture principale. Il fut découvert le 5 septembre 2007 à Mauna Kea par David D. Balam. Il présente une orbite caractérisée par un demi-grand axe de 3,16 UA, une excentricité de 0,05 et une inclinaison de 14,0° par rapport à l'écliptique.

## Compléments